# Appleseed EX
Appleseed EX е видеоигра на Sega за платформата PlayStation 2. Базирана е на филм от 2004 г. със същото име, правен по мангата на Масамуне Широу. Освен това се предполага, че играта има връзка с очакваното продължение на първия филм Appleseed EX Machina. Премиерната дата е на 15 февруари 2007 г. само в Япония.